# Dürrebaumgraben
Im Südteil des Naturschutzgebietes Südhang Ettersberg im Waldteil entspringt ein Bach, der als Dürrebaumgraben zunächst in südliche Richtung verläuft, bevor er in östliche Richtung abbiegt und in den Steingraben mündet. Westlich von ihm verläuft der Rödelgraben.
Der Bereich des Dürrebaumgrabens und des Rödelgrabens ist von der Bebauung ausgeschlossen.